# Onosandre
Onosandre (en grec Όνόσανδρος, en latin Onosander) est un écrivain grec, auteur d'un traité d'art militaire en trente-trois chapitres intitulé Stratêgikos (Στρατηγικός).

## Biographie
La Souda indique qu'il était philosophe et auteur d'un commentaire de La République de Platon. La préface est adressée à un certain Quintus Veranius qui est peut-être l'officier de ce nom dont parle Tacite (Ann., II, 56 ; XII, 5), auquel cas Onosandre aurait vécu au Ier siècle ap. J.C.

## LeStratêgikos
Le traité est tout théorique, ne contenant aucun exemple historique. Il commence par le choix du général (§ 1), puis le choix de son état-major par le général (§ 2), puis la déclaration de guerre (§ 3), et ensuite tous les aspects de la conduite d'une expédition militaire (les marches, la castramétation, les exercices, le fourrage, les espions, les sentinelles, la consultation des devins, la tactique sur le champ de bataille, etc.).
Le traité d'Onosandre a inspiré le Stratêgikon de l'empereur Maurice et les Taktika de l'empereur Léon VI et de Nicéphore Ouranos. Ces derniers ouvrages l'intègrent d'ailleurs presque en entier.
Il fut d'abord imprimé une traduction latine de ce texte, par Nicolaus Saguntinus (Rome, 1494), puis une traduction allemande anonyme (Mayence, 1532), une traduction italienne par Fabio Cotta (Venise, 1546) et une traduction française par Jean Charrier (Paris, 1546), puis une seconde traduction latine par Joachim Camerarius le Jeune (Nuremberg, 1595). L'editio princeps du texte grec fut donnée par Nicolas Rigault (Paris, 1598). Il y eut ensuite l'édition de Nicolas Schwebel (Nuremberg, 1761) et celle de la Bibliothèque grecque d'Adamance Coray (Paris, 1822). Le maréchal de Saxe affichait une grande admiration pour ce texte. 

## Édition récente
- William Abbott Oldfather and Members of the Illinois Greek Club (éds.), Aeneas Tacticus, Asclepiodotus, Onasander, Londres-New York, 1923 (Loeb Classical Library).